# Олимпийский стадион Шамони
Олимпийский стадион Шамони (фр. Stade Olympique de Chamonix) — спортивный комплекс, который изначально был построен под конные соревнования. В 1924 году здесь была проведена неделя международных зимних видов спорта, которая после своего окончания была переименована в — зимние Олимпийские игры 1924 года. Спустя шестьдесят лет после проведения первых зимних игр было принято решение здесь же провести юбилейные торжества. Их открывал президент МОК Самаранч Хуан Антонио и множество других спортсменов и представителей разных стран мира.

## История
Проведение зимних соревнований вызвало ряд сложностей, которые были оперативно устранены. Предполагаемый стадион представлял собой комплекс для проведения конных заездов. Также требовалось строительство санно-бобслейной трассы, ледового катка и лыжного трамплина. Реализация этого была поручена Управлению дорог и мостов департамента Верхняя Савойя. НОК Франции намеревался выделил финансовую поддержку этому проекту в размере около 500 тысяч франков. Непосредственно муниципалитет Шамони осуществил заём в 300 тысяч франков у зажиточных домовладельцев и хозяев отелей, а также взял кредит на сумму 500 тысяч франков в банке Crédit foncier. Работы начались 31 мая 1923 года, за восемь месяцев до начала соревнований. В начале сентября 1923 года эксперт НОК Франции представил доклад о задержке строительства олимпийских объектов, после чего городские власти приняли решение об ускорении работ из-за возникшего риска лишится права на проведение соревнований.
Ускорение работ по сооружению спортивных объектов привело к тому, что был значительно увеличен бюджет расходов на организацию игр. Наиболее дорогими объектами стали каток и олимпийский стадион, которые обошлись в 1,1 млн франков. Стоимость строительство санно-бобслейной трассы составила 115 822,57 франков, а лыжного трамплина — 58 565,22 франка. Подготовка к играм обошлась в общей сложности в 3,5 млн франков, причём НОК Франции в конечном итоге выделил лишь 250 тысяч франков, а основную тяжесть расходов нёс муниципалитет Шамони, израсходовавший 2 млн франков.
Церемонии открытия и закрытия были проведены на Олимпийском стадионе Шамони. Во время церемонии открытия спортсмены выставляли напоказ свою экипировку на плечах. Это было правило того времени, согласно которому спортсмены должны были быть парадно одеты, а экипировка включать лыжи и хоккейные клюшки.